# Thoughts of a Predicate Felon
Thoughts of a Predicate Felon ist das erste und bislang einzige Soloalbum des US-amerikanischen Rappers Tony Yayo. Es erschien am 30. August 2005 über die Labels G-Unit Records und Interscope als Standard- und Special-Edition.

## Produktion
Bei dem Album fungierten Tony Yayos Labelchefs 50 Cent und Sha Money XL als ausführende Produzenten. Der Musikproduzent Focus… produzierte drei Lieder des Albums. Weitere Instrumentals stammen von Eminem, J. R. Rotem, DJ Khalil, Havoc, Ron Browz, Black Jeruz, Domingo, Sebb, Punch, LT Moe, Sam Sneed, Megahertz und Studio 44.

## Covergestaltung
Das Albumcover zeigt Tony Yayos Gesicht auf einem Spiegel, den er in seiner Hand hält. Er sitzt in einer Gefängniszelle und trägt orange Kleidung. Rechts im Bild befinden sich die Schriftzüge Tony Yayo und Thoughts of a Predicate Felon in Braun bzw. Weiß.

## Gastbeiträge
Auf acht Liedern des Albums sind neben Tony Yayo andere Künstler vertreten. So ist sein Labelchef 50 Cent an den Songs So Seductive, We Don’t Give a Fuck (neben Lloyd Banks und Olivia) und I Know You Don’t Love Me (neben Lloyd Banks und Young Buck) beteiligt. Die Rapper Eminem und Obie Trice treten auf Drama Setter in Erscheinung und der Track Curious ist eine Kollaboration mit dem Sänger Joe. Bei It Is What It Is hat der Rapper Spider Loc einen Gastauftritt. Außerdem arbeitet Tony Yayo auf Project Princess mit dem R&B-Duo Jagged Edge zusammen, während er auf I’m So High von dem Rapper Kokane unterstützt wird.

## Titelliste
| #  | Titel                    | Gastmusiker                      | Produzent                 | Länge |
| -- | ------------------------ | -------------------------------- | ------------------------- | ----- |
| 1  | Intro                    |                                  |                           | 1:13  |
| 2  | Homicide                 |                                  | Domingo                   | 3:38  |
| 3  | It Is What It Is         | Spider Loc                       | Sebb                      | 5:00  |
| 4  | Tattle Teller            |                                  | Black Jeruz, Sha Money XL | 4:16  |
| 5  | So Seductive             | 50 Cent                          | Punch                     | 3:30  |
| 6  | Eastside Westside        |                                  | Focus…                    | 2:47  |
| 7  | Drama Setter             | Eminem, Obie Trice               | Eminem                    | 5:03  |
| 8  | We Don’t Give a Fuck     | 50 Cent, Lloyd Banks, Olivia     | J. R. Rotem               | 3:41  |
| 9  | Pimpin                   |                                  | LT Moe                    | 3:06  |
| 10 | Curious                  | Joe                              | Sam Sneed                 | 3:23  |
| 11 | I’m So High              | Kokane                           | DJ Khalil                 | 3:24  |
| 12 | Love My Style            |                                  | Megahertz                 | 4:08  |
| 13 | Project Princess         | Jagged Edge                      | Focus…                    | 3:49  |
| 14 | G-Shit                   |                                  | Ron Browz                 | 3:45  |
| 15 | I Know You Don’t Love Me | 50 Cent, Lloyd Banks, Young Buck | Studio 44                 | 3:55  |
| 16 | Dear Suzie               |                                  | Havoc                     | 3:07  |
| 17 | Live by the Gun          |                                  | Focus…                    | 2:57  |

Bonus-DVD der Special-Edition:
| # | Titel                             | Länge |
| - | --------------------------------- | ----- |
| 1 | The Tony Yayo Story               | 24:49 |
| 2 | R.I.P.: I Salute You              | 7:21  |
| 3 | Behind the Scenes of So Seductive | 5:52  |
| 4 | So Seductive (Video)              | 3:48  |

## Chartplatzierungen und Singles
| Professionelle Bewertungen | Professionelle Bewertungen |
| -------------------------- | -------------------------- |
| Kritiken                   |                            |
| Quelle                     | Bewertung                  |
| allmusic                   | [ 3 ]                      |
| RapReviews                 | [ 4 ]                      |

Thoughts of a Predicate Felon stieg am 12. September 2005 auf Platz 34 in die deutschen Albumcharts ein und belegte in den folgenden Wochen die Ränge 71 und 77, bevor es die Top 100 verließ. In den Vereinigten Staaten erreichte das Album Platz 2 und hielt sich insgesamt elf Wochen in den Top 200. Im Vereinigten Königreich belegte Thoughts of a Predicate Felon Platz 41 und in der Schweiz Rang 58.
Als Singles wurden die Lieder So Seductive, Curious und I Know You Don’t Love Me ausgekoppelt.